# Tour de Pologne 2020
La 77e édition du Tour de Pologne, une course cycliste sur route par étapes, a lieu du 5 au 9 août 2020 en Pologne. L'épreuve se déroule sur cinq jours entre le Stade de Silésie et Cracovie sur un parcours total de 914,4 km. C'est la septième épreuve de l'UCI World Tour 2020, le calendrier le plus important du cyclisme sur route.

## Présentation

### Équipes
Vingt-trois équipes participent à ce Tour de Pologne 2020 : les dix-neuf WorldTeams, trois ProTeams et l'équipe nationale polonaise.
| WorldTeams (19)- AG2R La Mondiale - Trek-Segafredo - Cofidis - Mitchelton-Scott - Jumbo-Visma - Lotto Soudal - Bora-Hansgrohe - Astana - Bahrain McLaren - CCC Team - Deceuninck-Quick Step - EF Pro Cycling - Groupama-FDJ - Israel Start-Up Nation - Movistar Team - NTT Pro Cycling - Ineos - Team Sunweb - UAE Team Emirates ProTeams (3)- Team Novo Nordisk - Circus-Wanty Gobert - Gazprom-RusVelo Équipe nationale- Pologne |
| |

## Étapes
Ce Tour de Pologne comporte cinq étapes pour un total de 911,4 kilomètres à parcourir.
| Étape     | Date   | Villes étapes                             | type                      | Distance (km) | Vainqueur d'étape | Leader du classement général |
| --------- | ------ | ----------------------------------------- | ------------------------- | ------------- | ----------------- | ---------------------------- |
| 1re étape | 5 août | stade de Silésie – Katowice               | étape de plaine           | 195,8         | Fabio Jakobsen    | Fabio Jakobsen               |
| 2e étape  | 6 août | Opole – Zabrze                            | étape de plaine           | 151,5         | Mads Pedersen     | Mads Pedersen                |
| 3e étape  | 7 août | Wadowice – Bielsko-Biała                  | étape de moyenne montagne | 203,1         | Richard Carapaz   | Richard Carapaz              |
| 4e étape  | 8 août | Bukowina Tatrzańska – Bukowina Tatrzańska | étape de montagne         | 173           | Remco Evenepoel   | Remco Evenepoel              |
| 5e étape  | 9 août | Zakopane – Cracovie                       | étape de moyenne montagne | 188           | Davide Ballerini  | Remco Evenepoel              |

## Déroulement de la course

### 1reétape
L'étape est marquée par une impressionnante chute à l'arrivée. Le Néerlandais Dylan Groenewegen, alors en tête, a envoyé son compatriote Fabio Jakobsen dans les barrières alors que celui-ci le remontait sur la droite. D'autres coureurs sont également tombés. Fabio Jakobsen a finalement été déclaré vainqueur à la suite de la disqualification de Groenewegen, mais il souffre de blessures très sérieuses. Son pronostic vital a été engagé, rappelant le douloureux souvenir du décès de Bjorg Lambrecht un an auparavant sur la même épreuve.
| \| Classement de l'étape \| Classement de l'étape \| Classement de l'étape \| Classement de l'étape \| Classement de l'étape \| \| Coureur \| Coureur \| Pays \| Équipe \| Temps \| \| --------------------- \| --------------------- \| --------------------- \| --------------------- \| --------------------- \| \| 1er \| Fabio Jakobsen \| Pays-Bas \| Deceuninck-Quick Step \| 4 h 31 min 50 s \| \| 2e \| Marc Sarreau \| France \| Groupama-FDJ \| + 0 s \| \| 3e \| Luka Mezgec \| Slovénie \| Mitchelton-Scott \| + 0 s \| \| 4e \| Jasper Philipsen \| Belgique \| UAE Team Emirates \| + 0 s \| \| 5e \| Ryan Gibbons \| Afrique du Sud \| NTT Pro Cycling \| + 0 s \| \| 6e \| Szymon Sajnok \| Pologne \| CCC Team \| + 0 s \| \| 7e \| Damien Touzé \| France \| Cofidis \| + 0 s \| \| 8e \| Roger Kluge \| Allemagne \| Lotto-Soudal \| + 0 s \| \| 9e \| Moreno Hofland \| Pays-Bas \| EF Pro Cycling \| + 0 s \| \| 10e \| Edward Theuns \| Belgique \| Trek-Segafredo \| + 0 s \| |                  |                |                       |                 |
| |                  |                |                       |                 |
| Source : ProCyclingStats |                  |                |                       |                 |
| Classement de l'étape |                  |                |                       |                 |
| Coureur | Coureur          | Pays           | Équipe                | Temps           |
| 1er | Fabio Jakobsen   | Pays-Bas       | Deceuninck-Quick Step | 4 h 31 min 50 s |
| 2e | Marc Sarreau     | France         | Groupama-FDJ          | + 0 s           |
| 3e | Luka Mezgec      | Slovénie       | Mitchelton-Scott      | + 0 s           |
| 4e | Jasper Philipsen | Belgique       | UAE Team Emirates     | + 0 s           |
| 5e | Ryan Gibbons     | Afrique du Sud | NTT Pro Cycling       | + 0 s           |
| 6e | Szymon Sajnok    | Pologne        | CCC Team              | + 0 s           |
| 7e | Damien Touzé     | France         | Cofidis               | + 0 s           |
| 8e | Roger Kluge      | Allemagne      | Lotto-Soudal          | + 0 s           |
| 9e | Moreno Hofland   | Pays-Bas       | EF Pro Cycling        | + 0 s           |
| 10e | Edward Theuns    | Belgique       | Trek-Segafredo        | + 0 s           |

| \| Classement général \| Classement général \| Classement général \| Classement général \| Classement général \| \| Coureur \| Coureur \| Pays \| Équipe \| Temps \| \| ------------------ \| ------------------ \| ------------------ \| --------------------- \| ------------------ \| \| 1er \| Fabio Jakobsen \| Pays-Bas \| Deceuninck-Quick Step \| 4 h 31 min 40 s \| \| 2e \| Marc Sarreau \| France \| Groupama-FDJ \| + 4 s \| \| 3e \| Kamil Małecki \| Pologne \| CCC Team \| + 4 s \| \| 4e \| Luka Mezgec \| Slovénie \| Mitchelton-Scott \| + 6 s \| \| 5e \| Jasper Philipsen \| Belgique \| UAE Team Emirates \| + 10 s \| \| 6e \| Ryan Gibbons \| Afrique du Sud \| NTT Pro Cycling \| + 10 s \| \| 7e \| Szymon Sajnok \| Pologne \| CCC Team \| + 10 s \| \| 8e \| Damien Touzé \| France \| Cofidis \| + 10 s \| \| 9e \| Roger Kluge \| Allemagne \| Lotto-Soudal \| + 10 s \| \| 10e \| Moreno Hofland \| Pays-Bas \| EF Pro Cycling \| + 10 s \| |                  |                |                       |                 |
| |                  |                |                       |                 |
| Source : ProCyclingStats |                  |                |                       |                 |
| Classement général |                  |                |                       |                 |
| Coureur | Coureur          | Pays           | Équipe                | Temps           |
| 1er | Fabio Jakobsen   | Pays-Bas       | Deceuninck-Quick Step | 4 h 31 min 40 s |
| 2e | Marc Sarreau     | France         | Groupama-FDJ          | + 4 s           |
| 3e | Kamil Małecki    | Pologne        | CCC Team              | + 4 s           |
| 4e | Luka Mezgec      | Slovénie       | Mitchelton-Scott      | + 6 s           |
| 5e | Jasper Philipsen | Belgique       | UAE Team Emirates     | + 10 s          |
| 6e | Ryan Gibbons     | Afrique du Sud | NTT Pro Cycling       | + 10 s          |
| 7e | Szymon Sajnok    | Pologne        | CCC Team              | + 10 s          |
| 8e | Damien Touzé     | France         | Cofidis               | + 10 s          |
| 9e | Roger Kluge      | Allemagne      | Lotto-Soudal          | + 10 s          |
| 10e | Moreno Hofland   | Pays-Bas       | EF Pro Cycling        | + 10 s          |

### 2eétape

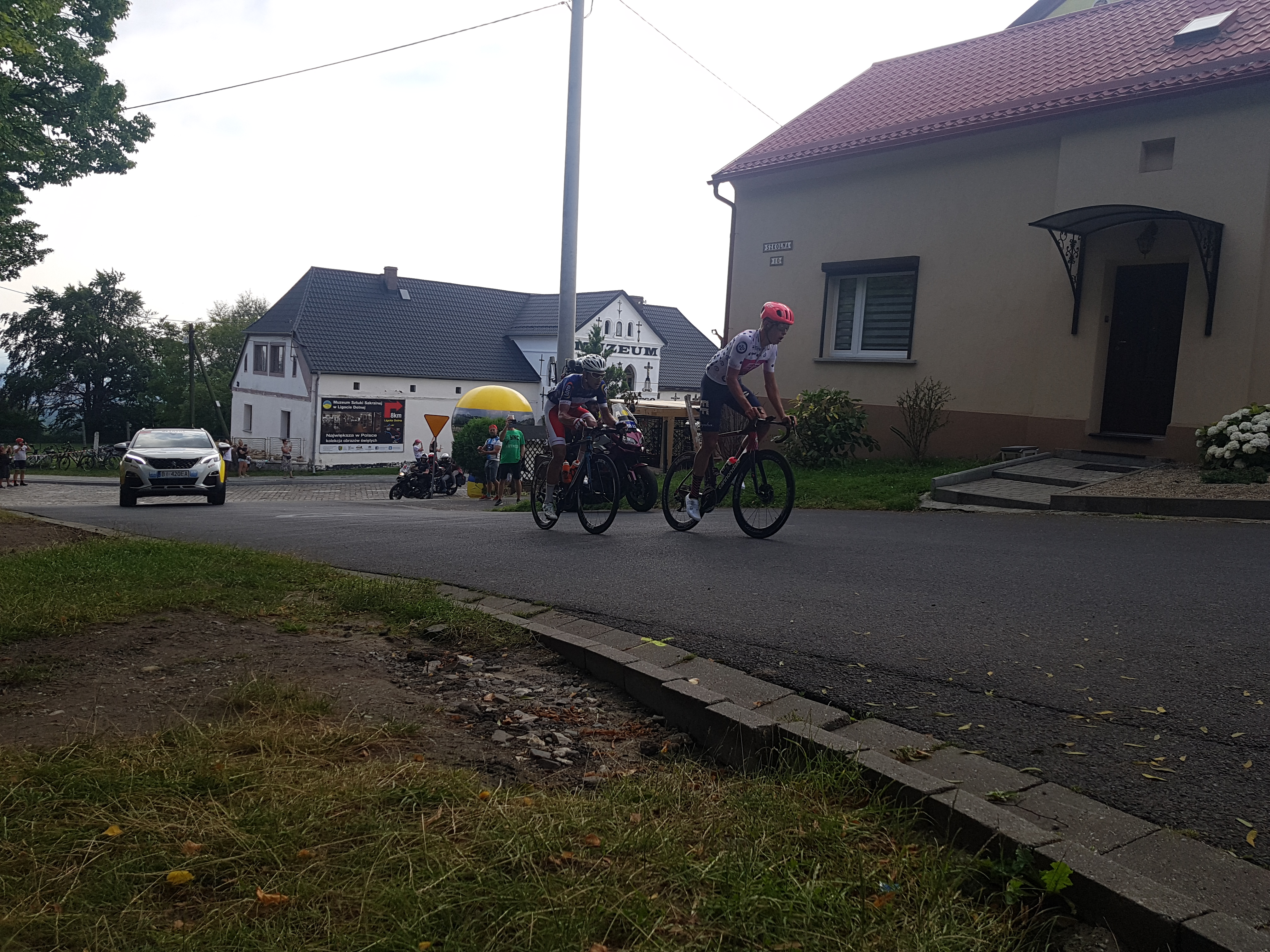
Kamil Małecki portant le maillot de meilleur polonais et Julius van den Berg portant le maillot de meilleur grimpeur où il est second dans ce classement derrière Małecki

| \| Classement de l'étape \| Classement de l'étape \| Classement de l'étape \| Classement de l'étape \| Classement de l'étape \| \| Coureur \| Coureur \| Pays \| Équipe \| Temps \| \| --------------------- \| --------------------- \| --------------------- \| ---------------------- \| --------------------- \| \| 1er \| Mads Pedersen \| Danemark \| Trek-Segafredo \| 3 h 26 min 02 s \| \| 2e \| Pascal Ackermann \| Allemagne \| Bora-Hansgrohe \| + 0 s \| \| 3e \| Davide Ballerini \| Italie \| Deceuninck-Quick Step \| + 0 s \| \| 4e \| Rudy Barbier \| France \| Israel Start-Up Nation \| + 0 s \| \| 5e \| Alberto Dainese \| Italie \| Team Sunweb \| + 0 s \| \| 6e \| Albert Torres \| Espagne \| Movistar Team \| + 0 s \| \| 7e \| Szymon Sajnok \| Pologne \| CCC Team \| + 0 s \| \| 8e \| Jasper Philipsen \| Belgique \| UAE Team Emirates \| + 0 s \| \| 9e \| Piet Allegaert \| Belgique \| Cofidis \| + 0 s \| \| 10e \| Jürgen Roelandts \| Belgique \| Movistar Team \| + 0 s \| |                  |           |                        |                 |
| |                  |           |                        |                 |
| Source : ProCyclingStats |                  |           |                        |                 |
| Classement de l'étape |                  |           |                        |                 |
| Coureur | Coureur          | Pays      | Équipe                 | Temps           |
| 1er | Mads Pedersen    | Danemark  | Trek-Segafredo         | 3 h 26 min 02 s |
| 2e | Pascal Ackermann | Allemagne | Bora-Hansgrohe         | + 0 s           |
| 3e | Davide Ballerini | Italie    | Deceuninck-Quick Step  | + 0 s           |
| 4e | Rudy Barbier     | France    | Israel Start-Up Nation | + 0 s           |
| 5e | Alberto Dainese  | Italie    | Team Sunweb            | + 0 s           |
| 6e | Albert Torres    | Espagne   | Movistar Team          | + 0 s           |
| 7e | Szymon Sajnok    | Pologne   | CCC Team               | + 0 s           |
| 8e | Jasper Philipsen | Belgique  | UAE Team Emirates      | + 0 s           |
| 9e | Piet Allegaert   | Belgique  | Cofidis                | + 0 s           |
| 10e | Jürgen Roelandts | Belgique  | Movistar Team          | + 0 s           |

| \| Classement général \| Classement général \| Classement général \| Classement général \| Classement général \| \| Coureur \| Coureur \| Pays \| Équipe \| Temps \| \| ------------------ \| ------------------ \| ------------------ \| --------------------- \| ------------------ \| \| 1er \| Mads Pedersen \| Danemark \| Trek-Segafredo \| 7 h 57 min 42 s \| \| 2e \| Pascal Ackermann \| Allemagne \| Bora-Hansgrohe \| + 4 s \| \| 3e \| Kamil Małecki \| Pologne \| CCC Team \| + 4 s \| \| 4e \| Luka Mezgec \| Slovénie \| Mitchelton-Scott \| + 6 s \| \| 5e \| Davide Ballerini \| Italie \| Deceuninck-Quick Step \| + 6 s \| \| 6e \| Wout Poels \| Pays-Bas \| Bahrain McLaren \| + 9 s \| \| 7e \| Jasper Philipsen \| Belgique \| UAE Team Emirates \| + 10 s \| \| 8e \| Szymon Sajnok \| Pologne \| CCC Team \| + 10 s \| \| 9e \| Alberto Dainese \| Italie \| Team Sunweb \| + 10 s \| \| 10e \| Mark Cavendish \| Royaume-Uni \| Bahrain McLaren \| + 10 s \| |                  |             |                       |                 |
| |                  |             |                       |                 |
| Source : ProCyclingStats |                  |             |                       |                 |
| Classement général |                  |             |                       |                 |
| Coureur | Coureur          | Pays        | Équipe                | Temps           |
| 1er | Mads Pedersen    | Danemark    | Trek-Segafredo        | 7 h 57 min 42 s |
| 2e | Pascal Ackermann | Allemagne   | Bora-Hansgrohe        | + 4 s           |
| 3e | Kamil Małecki    | Pologne     | CCC Team              | + 4 s           |
| 4e | Luka Mezgec      | Slovénie    | Mitchelton-Scott      | + 6 s           |
| 5e | Davide Ballerini | Italie      | Deceuninck-Quick Step | + 6 s           |
| 6e | Wout Poels       | Pays-Bas    | Bahrain McLaren       | + 9 s           |
| 7e | Jasper Philipsen | Belgique    | UAE Team Emirates     | + 10 s          |
| 8e | Szymon Sajnok    | Pologne     | CCC Team              | + 10 s          |
| 9e | Alberto Dainese  | Italie      | Team Sunweb           | + 10 s          |
| 10e | Mark Cavendish   | Royaume-Uni | Bahrain McLaren       | + 10 s          |

### 3eétape
| \| Classement de l'étape \| Classement de l'étape \| Classement de l'étape \| Classement de l'étape \| Classement de l'étape \| \| Coureur \| Coureur \| Pays \| Équipe \| Temps \| \| --------------------- \| --------------------- \| --------------------- \| --------------------- \| --------------------- \| \| 1er \| Richard Carapaz \| Équateur \| Team Ineos \| 5 h 04 min 54 s \| \| 2e \| Diego Ulissi \| Italie \| UAE Team Emirates \| + 0 s \| \| 3e \| Rudy Molard \| France \| Groupama-FDJ \| + 0 s \| \| 4e \| Jakob Fuglsang \| Danemark \| Astana \| + 0 s \| \| 5e \| Wilco Kelderman \| Pays-Bas \| Team Sunweb \| + 0 s \| \| 6e \| Luka Mezgec \| Slovénie \| Mitchelton-Scott \| + 0 s \| \| 7e \| Jasper Stuyven \| Belgique \| Trek-Segafredo \| + 0 s \| \| 8e \| Ryan Gibbons \| Afrique du Sud \| NTT Pro Cycling \| + 0 s \| \| 9e \| Tim Wellens \| Belgique \| Lotto-Soudal \| + 0 s \| \| 10e \| Rafał Majka \| Pologne \| Bora-Hansgrohe \| + 0 s \| |                 |                |                   |                 |
| |                 |                |                   |                 |
| Source : ProCyclingStats |                 |                |                   |                 |
| Classement de l'étape |                 |                |                   |                 |
| Coureur | Coureur         | Pays           | Équipe            | Temps           |
| 1er | Richard Carapaz | Équateur       | Team Ineos        | 5 h 04 min 54 s |
| 2e | Diego Ulissi    | Italie         | UAE Team Emirates | + 0 s           |
| 3e | Rudy Molard     | France         | Groupama-FDJ      | + 0 s           |
| 4e | Jakob Fuglsang  | Danemark       | Astana            | + 0 s           |
| 5e | Wilco Kelderman | Pays-Bas       | Team Sunweb       | + 0 s           |
| 6e | Luka Mezgec     | Slovénie       | Mitchelton-Scott  | + 0 s           |
| 7e | Jasper Stuyven  | Belgique       | Trek-Segafredo    | + 0 s           |
| 8e | Ryan Gibbons    | Afrique du Sud | NTT Pro Cycling   | + 0 s           |
| 9e | Tim Wellens     | Belgique       | Lotto-Soudal      | + 0 s           |
| 10e | Rafał Majka     | Pologne        | Bora-Hansgrohe    | + 0 s           |

| \| Classement général \| Classement général \| Classement général \| Classement général \| Classement général \| \| Coureur \| Coureur \| Pays \| Équipe \| Temps \| \| ------------------ \| ------------------ \| ------------------ \| ------------------ \| ------------------ \| \| 1er \| Richard Carapaz \| Équateur \| Team Ineos \| 13 h 02 min 36 s \| \| 2e \| Diego Ulissi \| Italie \| UAE Team Emirates \| + 4 s \| \| 3e \| Kamil Małecki \| Pologne \| CCC Team \| + 4 s \| \| 4e \| Luka Mezgec \| Slovénie \| Mitchelton-Scott \| + 6 s \| \| 5e \| Rudy Molard \| France \| Groupama-FDJ \| + 6 s \| \| 6e \| Ryan Gibbons \| Afrique du Sud \| NTT Pro Cycling \| + 10 s \| \| 7e \| Rui Costa \| Portugal \| UAE Team Emirates \| + 10 s \| \| 8e \| Rafał Majka \| Pologne \| Bora-Hansgrohe \| + 10 s \| \| 9e \| Neilson Powless \| États-Unis \| EF Pro Cycling \| + 10 s \| \| 10e \| Eddie Dunbar \| Irlande \| Team Ineos \| + 10 s \| |                 |                |                   |                  |
| |                 |                |                   |                  |
| Source : ProCyclingStats |                 |                |                   |                  |
| Classement général |                 |                |                   |                  |
| Coureur | Coureur         | Pays           | Équipe            | Temps            |
| 1er | Richard Carapaz | Équateur       | Team Ineos        | 13 h 02 min 36 s |
| 2e | Diego Ulissi    | Italie         | UAE Team Emirates | + 4 s            |
| 3e | Kamil Małecki   | Pologne        | CCC Team          | + 4 s            |
| 4e | Luka Mezgec     | Slovénie       | Mitchelton-Scott  | + 6 s            |
| 5e | Rudy Molard     | France         | Groupama-FDJ      | + 6 s            |
| 6e | Ryan Gibbons    | Afrique du Sud | NTT Pro Cycling   | + 10 s           |
| 7e | Rui Costa       | Portugal       | UAE Team Emirates | + 10 s           |
| 8e | Rafał Majka     | Pologne        | Bora-Hansgrohe    | + 10 s           |
| 9e | Neilson Powless | États-Unis     | EF Pro Cycling    | + 10 s           |
| 10e | Eddie Dunbar    | Irlande        | Team Ineos        | + 10 s           |

### 4eétape
La quatrième étape est remportée par Remco Evenepoel qui prend le maillot de leader de l'épreuve en surclassant ses adversaires après une échappée solitaire d'une cinquantaine de kilomètres. Il coupe la ligne d'arrivée à Bukowina Tatrzanska avec 1 min.48 d'avance sur son plus proche poursuivant (Jakob Fuglsang) en brandissant le dossard de son coéquipier Fabio Jakobsen qui avait été victime d'une lourde chute lors du sprint de la première étape.
| \| Classement de l'étape \| Classement de l'étape \| Classement de l'étape \| Classement de l'étape \| Classement de l'étape \| \| Coureur \| Coureur \| Pays \| Équipe \| Temps \| \| --------------------- \| --------------------- \| --------------------- \| --------------------- \| --------------------- \| \| 1er \| Remco Evenepoel \| Belgique \| Deceuninck-Quick Step \| 3 h 55 min 52 s \| \| 2e \| Jakob Fuglsang \| Danemark \| Astana \| + 1 min 48 s \| \| 3e \| Simon Yates \| Royaume-Uni \| Mitchelton-Scott \| + 2 min 22 s \| \| 4e \| Rafał Majka \| Pologne \| Bora-Hansgrohe \| + 2 min 22 s \| \| 5e \| Diego Ulissi \| Italie \| UAE Team Emirates \| + 3 min 05 s \| \| 6e \| Wilco Kelderman \| Pays-Bas \| Team Sunweb \| + 3 min 05 s \| \| 7e \| Kamil Małecki \| Pologne \| CCC Team \| + 3 min 08 s \| \| 8e \| Mikel Nieve \| Espagne \| Mitchelton-Scott \| + 3 min 08 s \| \| 9e \| Jonas Vingegaard \| Danemark \| Jumbo-Visma \| + 3 min 08 s \| \| 10e \| Maximilian Schachmann \| Allemagne \| Bora-Hansgrohe \| + 3 min 09 s \| |                       |             |                       |                 |
| |                       |             |                       |                 |
| Source : ProCyclingStats |                       |             |                       |                 |
| Classement de l'étape |                       |             |                       |                 |
| Coureur | Coureur               | Pays        | Équipe                | Temps           |
| 1er | Remco Evenepoel       | Belgique    | Deceuninck-Quick Step | 3 h 55 min 52 s |
| 2e | Jakob Fuglsang        | Danemark    | Astana                | + 1 min 48 s    |
| 3e | Simon Yates           | Royaume-Uni | Mitchelton-Scott      | + 2 min 22 s    |
| 4e | Rafał Majka           | Pologne     | Bora-Hansgrohe        | + 2 min 22 s    |
| 5e | Diego Ulissi          | Italie      | UAE Team Emirates     | + 3 min 05 s    |
| 6e | Wilco Kelderman       | Pays-Bas    | Team Sunweb           | + 3 min 05 s    |
| 7e | Kamil Małecki         | Pologne     | CCC Team              | + 3 min 08 s    |
| 8e | Mikel Nieve           | Espagne     | Mitchelton-Scott      | + 3 min 08 s    |
| 9e | Jonas Vingegaard      | Danemark    | Jumbo-Visma           | + 3 min 08 s    |
| 10e | Maximilian Schachmann | Allemagne   | Bora-Hansgrohe        | + 3 min 09 s    |

| \| Classement général \| Classement général \| Classement général \| Classement général \| Classement général \| \| Coureur \| Coureur \| Pays \| Équipe \| Temps \| \| ------------------ \| ------------------ \| ------------------ \| --------------------- \| ------------------ \| \| 1er \| Remco Evenepoel \| Belgique \| Deceuninck-Quick Step \| 16 h 58 min 28 s \| \| 2e \| Jakob Fuglsang \| Danemark \| Astana \| + 1 min 52 s \| \| 3e \| Simon Yates \| Royaume-Uni \| Mitchelton-Scott \| + 2 min 28 s \| \| 4e \| Rafał Majka \| Pologne \| Bora-Hansgrohe \| + 2 min 32 s \| \| 5e \| Diego Ulissi \| Italie \| UAE Team Emirates \| + 3 min 09 s \| \| 6e \| Kamil Małecki \| Pologne \| CCC Team \| + 3 min 12 s \| \| 7e \| Wilco Kelderman \| Pays-Bas \| Team Sunweb \| + 3 min 15 s \| \| 8e \| Jonas Vingegaard \| Danemark \| Jumbo-Visma \| + 3 min 18 s \| \| 9e \| Mikel Nieve \| Espagne \| Mitchelton-Scott \| + 3 min 18 s \| \| 10e \| Rui Costa \| Portugal \| UAE Team Emirates \| + 3 min 19 s \| |                  |             |                       |                  |
| |                  |             |                       |                  |
| Source : ProCyclingStats |                  |             |                       |                  |
| Classement général |                  |             |                       |                  |
| Coureur | Coureur          | Pays        | Équipe                | Temps            |
| 1er | Remco Evenepoel  | Belgique    | Deceuninck-Quick Step | 16 h 58 min 28 s |
| 2e | Jakob Fuglsang   | Danemark    | Astana                | + 1 min 52 s     |
| 3e | Simon Yates      | Royaume-Uni | Mitchelton-Scott      | + 2 min 28 s     |
| 4e | Rafał Majka      | Pologne     | Bora-Hansgrohe        | + 2 min 32 s     |
| 5e | Diego Ulissi     | Italie      | UAE Team Emirates     | + 3 min 09 s     |
| 6e | Kamil Małecki    | Pologne     | CCC Team              | + 3 min 12 s     |
| 7e | Wilco Kelderman  | Pays-Bas    | Team Sunweb           | + 3 min 15 s     |
| 8e | Jonas Vingegaard | Danemark    | Jumbo-Visma           | + 3 min 18 s     |
| 9e | Mikel Nieve      | Espagne     | Mitchelton-Scott      | + 3 min 18 s     |
| 10e | Rui Costa        | Portugal    | UAE Team Emirates     | + 3 min 19 s     |

### 5eétape
| \| Classement de l'étape \| Classement de l'étape \| Classement de l'étape \| Classement de l'étape \| Classement de l'étape \| \| Coureur \| Coureur \| Pays \| Équipe \| Temps \| \| --------------------- \| --------------------- \| --------------------- \| ---------------------- \| --------------------- \| \| 1er \| Davide Ballerini \| Italie \| Deceuninck-Quick Step \| 4 h 31 min 22 s \| \| 2e \| Pascal Ackermann \| Allemagne \| Bora-Hansgrohe \| + 0 s \| \| 3e \| Alberto Dainese \| Italie \| Team Sunweb \| + 0 s \| \| 4e \| Ryan Gibbons \| Afrique du Sud \| NTT Pro Cycling \| + 0 s \| \| 5e \| Jasper Philipsen \| Belgique \| UAE Team Emirates \| + 0 s \| \| 6e \| Rudy Barbier \| France \| Israel Start-Up Nation \| + 0 s \| \| 7e \| Sebastián Molano \| Colombie \| UAE Team Emirates \| + 0 s \| \| 8e \| Phil Bauhaus \| Allemagne \| Bahrain McLaren \| + 0 s \| \| 9e \| Szymon Sajnok \| Pologne \| CCC Team \| + 0 s \| \| 10e \| Albert Torres \| Espagne \| Movistar Team \| + 0 s \| |                  |                |                        |                 |
| |                  |                |                        |                 |
| Source : ProCyclingStats |                  |                |                        |                 |
| Classement de l'étape |                  |                |                        |                 |
| Coureur | Coureur          | Pays           | Équipe                 | Temps           |
| 1er | Davide Ballerini | Italie         | Deceuninck-Quick Step  | 4 h 31 min 22 s |
| 2e | Pascal Ackermann | Allemagne      | Bora-Hansgrohe         | + 0 s           |
| 3e | Alberto Dainese  | Italie         | Team Sunweb            | + 0 s           |
| 4e | Ryan Gibbons     | Afrique du Sud | NTT Pro Cycling        | + 0 s           |
| 5e | Jasper Philipsen | Belgique       | UAE Team Emirates      | + 0 s           |
| 6e | Rudy Barbier     | France         | Israel Start-Up Nation | + 0 s           |
| 7e | Sebastián Molano | Colombie       | UAE Team Emirates      | + 0 s           |
| 8e | Phil Bauhaus     | Allemagne      | Bahrain McLaren        | + 0 s           |
| 9e | Szymon Sajnok    | Pologne        | CCC Team               | + 0 s           |
| 10e | Albert Torres    | Espagne        | Movistar Team          | + 0 s           |

## Classements finals

### Classement général
| \| Classement général \| Classement général \| Classement général \| Classement général \| Classement général \| \| Coureur \| Coureur \| Pays \| Équipe \| Temps \| \| ------------------ \| ------------------ \| ------------------ \| --------------------- \| ------------------ \| \| 1er \| Remco Evenepoel \| Belgique \| Deceuninck-Quick Step \| 21 h 29 min 50 s \| \| 2e \| Jakob Fuglsang \| Danemark \| Astana \| + 1 min 52 s \| \| 3e \| Simon Yates \| Royaume-Uni \| Mitchelton-Scott \| + 2 min 28 s \| \| 4e \| Rafał Majka \| Pologne \| Bora-Hansgrohe \| + 2 min 32 s \| \| 5e \| Diego Ulissi \| Italie \| UAE Team Emirates \| + 3 min 09 s \| \| 6e \| Kamil Małecki \| Pologne \| CCC Team \| + 3 min 12 s \| \| 7e \| Wilco Kelderman \| Pays-Bas \| Team Sunweb \| + 3 min 15 s \| \| 8e \| Jonas Vingegaard \| Danemark \| Jumbo-Visma \| + 3 min 18 s \| \| 9e \| Mikel Nieve \| Espagne \| Mitchelton-Scott \| + 3 min 18 s \| \| 10e \| Rui Costa \| Portugal \| UAE Team Emirates \| + 3 min 19 s \| |                  |             |                       |                  |
| |                  |             |                       |                  |
| Source : ProCyclingStats |                  |             |                       |                  |
| Classement général |                  |             |                       |                  |
| Coureur | Coureur          | Pays        | Équipe                | Temps            |
| 1er | Remco Evenepoel  | Belgique    | Deceuninck-Quick Step | 21 h 29 min 50 s |
| 2e | Jakob Fuglsang   | Danemark    | Astana                | + 1 min 52 s     |
| 3e | Simon Yates      | Royaume-Uni | Mitchelton-Scott      | + 2 min 28 s     |
| 4e | Rafał Majka      | Pologne     | Bora-Hansgrohe        | + 2 min 32 s     |
| 5e | Diego Ulissi     | Italie      | UAE Team Emirates     | + 3 min 09 s     |
| 6e | Kamil Małecki    | Pologne     | CCC Team              | + 3 min 12 s     |
| 7e | Wilco Kelderman  | Pays-Bas    | Team Sunweb           | + 3 min 15 s     |
| 8e | Jonas Vingegaard | Danemark    | Jumbo-Visma           | + 3 min 18 s     |
| 9e | Mikel Nieve      | Espagne     | Mitchelton-Scott      | + 3 min 18 s     |
| 10e | Rui Costa        | Portugal    | UAE Team Emirates     | + 3 min 19 s     |

| Classement des sprints | Classement des sprints | Classement des sprints | Classement des sprints | Classement des sprints |
| Coureur                | Coureur                | Pays                   | Équipe                 | Points                 |
| ---------------------- | ---------------------- | ---------------------- | ---------------------- | ---------------------- |
| 1er                    | Luka Mezgec            | Slovénie               | Mitchelton-Scott       | 48 pts                 |
| 2e                     | Jasper Philipsen       | Belgique               | UAE Team Emirates      | 46 pts                 |
| 3e                     | Ryan Gibbons           | Afrique du Sud         | NTT Pro Cycling        | 46 pts                 |
| 4e                     | Diego Ulissi           | Italie                 | UAE Team Emirates      | 45 pts                 |
| 5e                     | Pascal Ackermann       | Allemagne              | Bora-Hansgrohe         | 44 pts                 |
| 6e                     | Szymon Sajnok          | Pologne                | CCC Team               | 41 pts                 |
| 7e                     | Davide Ballerini       | Italie                 | Deceuninck-Quick Step  | 38 pts                 |
| 8e                     | Alberto Dainese        | Italie                 | Team Sunweb            | 37 pts                 |
| 9e                     | Jakob Fuglsang         | Danemark               | Astana                 | 36 pts                 |
| 10e                    | Rudy Barbier           | France                 | Israel Start-Up Nation | 32 pts                 |

| Classement des sprints | Classement des sprints | Classement des sprints | Classement des sprints | Classement des sprints |
| Coureur                | Coureur                | Pays                   | Équipe                 | Points                 |
| ---------------------- | ---------------------- | ---------------------- | ---------------------- | ---------------------- |
| 1er                    | Luka Mezgec            | Slovénie               | Mitchelton-Scott       | 48 pts                 |
| 2e                     | Jasper Philipsen       | Belgique               | UAE Team Emirates      | 46 pts                 |
| 3e                     | Ryan Gibbons           | Afrique du Sud         | NTT Pro Cycling        | 46 pts                 |
| 4e                     | Diego Ulissi           | Italie                 | UAE Team Emirates      | 45 pts                 |
| 5e                     | Pascal Ackermann       | Allemagne              | Bora-Hansgrohe         | 44 pts                 |
| 6e                     | Szymon Sajnok          | Pologne                | CCC Team               | 41 pts                 |
| 7e                     | Davide Ballerini       | Italie                 | Deceuninck-Quick Step  | 38 pts                 |
| 8e                     | Alberto Dainese        | Italie                 | Team Sunweb            | 37 pts                 |
| 9e                     | Jakob Fuglsang         | Danemark               | Astana                 | 36 pts                 |
| 10e                    | Rudy Barbier           | France                 | Israel Start-Up Nation | 32 pts                 |

| Classement de la montagne | Classement de la montagne | Classement de la montagne | Classement de la montagne | Classement de la montagne |
| Coureur                   | Coureur                   | Pays                      | Équipe                    | Points                    |
| ------------------------- | ------------------------- | ------------------------- | ------------------------- | ------------------------- |
| 1er                       | Patryk Stosz              | Pologne                   | Pologne                   | 64 pts                    |
| 2e                        | Kamil Gradek              | Pologne                   | CCC Team                  | 42 pts                    |
| 3e                        | Nathan Haas               | Australie                 | Cofidis                   | 36 pts                    |
| 4e                        | Remco Evenepoel           | Belgique                  | Deceuninck-Quick Step     | 35 pts                    |
| 5e                        | Taco van der Hoorn        | Pays-Bas                  | Jumbo-Visma               | 28 pts                    |
| 6e                        | Chris Harper              | Australie                 | Jumbo-Visma               | 22 pts                    |
| 7e                        | James Whelan              | Australie                 | EF Pro Cycling            | 22 pts                    |
| 8e                        | Kamil Małecki             | Pologne                   | CCC Team                  | 19 pts                    |
| 9e                        | Jakob Fuglsang            | Danemark                  | Astana                    | 17 pts                    |
| 10e                       | Przemysław Kasperkiewicz  | Pologne                   | Pologne                   | 15 pts                    |

| Classement de la montagne | Classement de la montagne | Classement de la montagne | Classement de la montagne | Classement de la montagne |
| Coureur                   | Coureur                   | Pays                      | Équipe                    | Points                    |
| ------------------------- | ------------------------- | ------------------------- | ------------------------- | ------------------------- |
| 1er                       | Patryk Stosz              | Pologne                   | Pologne                   | 64 pts                    |
| 2e                        | Kamil Gradek              | Pologne                   | CCC Team                  | 42 pts                    |
| 3e                        | Nathan Haas               | Australie                 | Cofidis                   | 36 pts                    |
| 4e                        | Remco Evenepoel           | Belgique                  | Deceuninck-Quick Step     | 35 pts                    |
| 5e                        | Taco van der Hoorn        | Pays-Bas                  | Jumbo-Visma               | 28 pts                    |
| 6e                        | Chris Harper              | Australie                 | Jumbo-Visma               | 22 pts                    |
| 7e                        | James Whelan              | Australie                 | EF Pro Cycling            | 22 pts                    |
| 8e                        | Kamil Małecki             | Pologne                   | CCC Team                  | 19 pts                    |
| 9e                        | Jakob Fuglsang            | Danemark                  | Astana                    | 17 pts                    |
| 10e                       | Przemysław Kasperkiewicz  | Pologne                   | Pologne                   | 15 pts                    |

| Classement de la combativité | Classement de la combativité | Classement de la combativité | Classement de la combativité | Classement de la combativité |
| Coureur                      | Coureur                      | Pays                         | Équipe                       | Points                       |
| ---------------------------- | ---------------------------- | ---------------------------- | ---------------------------- | ---------------------------- |
| 1er                          | Maciej Paterski              | Pologne                      | Pologne                      | 15 pts                       |
| 2e                           | Kamil Małecki                | Pologne                      | CCC Team                     | 6 pts                        |
| 3e                           | Taco van der Hoorn           | Pays-Bas                     | Jumbo-Visma                  | 4 pts                        |
| 4e                           | Kamil Gradek                 | Pologne                      | CCC Team                     | 4 pts                        |
| 5e                           | Patryk Stosz                 | Pologne                      | Pologne                      | 4 pts                        |
| 6e                           | Geoffrey Bouchard            | France                       | AG2R La Mondiale             | 3 pts                        |
| 7e                           | Hugo Houle                   | Canada                       | Astana                       | 2 pts                        |
| 8e                           | James Whelan                 | Australie                    | EF Pro Cycling               | 1 pt                         |
| 9e                           | Wout Poels                   | Pays-Bas                     | Bahrain McLaren              | 1 pt                         |
| 10e                          | Nils Eekhoff                 | Pays-Bas                     | Team Sunweb                  | 1 pt                         |

| Classement de la combativité | Classement de la combativité | Classement de la combativité | Classement de la combativité | Classement de la combativité |
| Coureur                      | Coureur                      | Pays                         | Équipe                       | Points                       |
| ---------------------------- | ---------------------------- | ---------------------------- | ---------------------------- | ---------------------------- |
| 1er                          | Maciej Paterski              | Pologne                      | Pologne                      | 15 pts                       |
| 2e                           | Kamil Małecki                | Pologne                      | CCC Team                     | 6 pts                        |
| 3e                           | Taco van der Hoorn           | Pays-Bas                     | Jumbo-Visma                  | 4 pts                        |
| 4e                           | Kamil Gradek                 | Pologne                      | CCC Team                     | 4 pts                        |
| 5e                           | Patryk Stosz                 | Pologne                      | Pologne                      | 4 pts                        |
| 6e                           | Geoffrey Bouchard            | France                       | AG2R La Mondiale             | 3 pts                        |
| 7e                           | Hugo Houle                   | Canada                       | Astana                       | 2 pts                        |
| 8e                           | James Whelan                 | Australie                    | EF Pro Cycling               | 1 pt                         |
| 9e                           | Wout Poels                   | Pays-Bas                     | Bahrain McLaren              | 1 pt                         |
| 10e                          | Nils Eekhoff                 | Pays-Bas                     | Team Sunweb                  | 1 pt                         |

| Classement par équipes | Classement par équipes | Classement par équipes | Classement par équipes |
| Équipe                 | Équipe                 | Pays                   | Temps                  |
| ---------------------- | ---------------------- | ---------------------- | ---------------------- |
| 1re                    | Mitchelton-Scott       | Australie              | 64 h 38 min 39 s       |
| 2e                     | Bora-Hansgrohe         | Allemagne              | + 1 s                  |
| 3e                     | Team Sunweb            | Allemagne              | + 1 min 40 s           |
| 4e                     | Astana                 | Kazakhstan             | + 8 min 01 s           |
| 5e                     | CCC Team               | Pologne                | + 11 min 26 s          |
| 6e                     | UAE Team Emirates      | Émirats arabes unis    | + 13 min 49 s          |
| 7e                     | Jumbo-Visma            | Pays-Bas               | + 14 min 26 s          |
| 8e                     | Groupama-FDJ           | France                 | + 14 min 53 s          |
| 9e                     | Ineos                  | Royaume-Uni            | + 15 min 07 s          |
| 10e                    | Cofidis                | France                 | + 16 min 17 s          |

| Classement par équipes | Classement par équipes | Classement par équipes | Classement par équipes |
| Équipe                 | Équipe                 | Pays                   | Temps                  |
| ---------------------- | ---------------------- | ---------------------- | ---------------------- |
| 1re                    | Mitchelton-Scott       | Australie              | 64 h 38 min 39 s       |
| 2e                     | Bora-Hansgrohe         | Allemagne              | + 1 s                  |
| 3e                     | Team Sunweb            | Allemagne              | + 1 min 40 s           |
| 4e                     | Astana                 | Kazakhstan             | + 8 min 01 s           |
| 5e                     | CCC Team               | Pologne                | + 11 min 26 s          |
| 6e                     | UAE Team Emirates      | Émirats arabes unis    | + 13 min 49 s          |
| 7e                     | Jumbo-Visma            | Pays-Bas               | + 14 min 26 s          |
| 8e                     | Groupama-FDJ           | France                 | + 14 min 53 s          |
| 9e                     | Ineos                  | Royaume-Uni            | + 15 min 07 s          |
| 10e                    | Cofidis                | France                 | + 16 min 17 s          |

### Classements UCI
Le Tour de Pologne attribue des points au Classement mondial UCI 2020 selon le barème suivant.
| Position           | 1er | 2e  | 3e  | 4e  | 5e  | 6e  | 7e  | 8e  | 9e | 10e | 11e | 12e | 13e | 14e | 15e | 16e à 20e | 21e à 30e | 31e à 50e | 51e à 55e | 56e à 60e |
| Classement général | 400 | 320 | 260 | 220 | 180 | 140 | 120 | 100 | 80 | 68  | 56  | 48  | 40  | 32  | 28  | 24        | 16        | 8         | 4         | 4         |
| Par étapes         | 50  | 20  | 8   |     |     |     |     |     |    |     |     |     |     |     |     |           |           |           |           |           |
| Leader             | 8   |     |     |     |     |     |     |     |    |     |     |     |     |     |     |           |           |           |           |           |

| Rang | Coureur          | Équipe                | Général | Étape | Leader | Total |
| ---- | ---------------- | --------------------- | ------- | ----- | ------ | ----- |
| 1    | Remco Evenepoel  | Deceuninck-Quick Step | 400     | 50    | 8      | 458   |
| 2    | Jakob Fuglsang   | Astana Pro Team       | 320     | 20    | -      | 340   |
| 3    | Simon Yates      | Mitchelton-Scott      | 260     | 8     | -      | 268   |
| 4    | Rafał Majka      | Bora-Hansgrohe        | 220     | -     | -      | 220   |
| 5    | Diego Ulissi     | UAE Team Emirates     | 180     | 20    | -      | 200   |
| 6    | Kamil Małecki    | CCC Team              | 140     | -     | -      | 140   |
| 7    | Wilco Kelderman  | Team Sunweb           | 120     | -     | -      | 120   |
| 8    | Jonas Vingegaard | Team Jumbo-Visma      | 100     | -     | -      | 100   |
| 9    | Mikel Nieve      | Mitchelton-Scott      | 80      | -     | -      | 80    |
| 10   | Rui Costa        | UAE Team Emirates     | 68      | -     | -      | 68    |

## Évolution des classements
| Étape              | Vainqueur          | Classement général | Classement des sprints | Classement de la montagne | Classement de la combativité | Classement du meilleur polonais | Classement par équipes |
| ------------------ | ------------------ | ------------------ | ---------------------- | ------------------------- | ---------------------------- | ------------------------------- | ---------------------- |
| 1                  | Fabio Jakobsen     | Fabio Jakobsen     | Fabio Jakobsen         | Kamil Małecki             | Maciej Paterski              | Kamil Małecki                   | UAE Emirates           |
| 2                  | Mads Pedersen      | Mads Pedersen      | Jasper Philipsen       | Julius van den Berg       | Maciej Paterski              | Kamil Małecki                   | UAE Emirates           |
| 3                  | Richard Carapaz    | Richard Carapaz    | Luka Mezgec            | Kamil Gradek              | Maciej Paterski              | Kamil Małecki                   | Bora-Hansgrohe         |
| 4                  | Remco Evenepoel    | Remco Evenepoel    | Diego Ulissi           | Patryk Stosz              | Maciej Paterski              | Rafal Majka                     | Michelton-Scott        |
| 5                  | Davide Ballerini   | Remco Evenepoel    | Luka Mezgec            | Patryk Stosz              | Maciej Paterski              | Rafal Majka                     | Michelton-Scott        |
| Classements finals | Classements finals | Remco Evenepoel    | Luka Mezgec            | Patryk Stosz              | Maciej Paterski              | Rafal Majka                     | Michelton-Scott        |

## Liste des participants
| Team Ineos INS | Team Ineos INS        | Team Ineos INS |
| -------------- | --------------------- | -------------- |
| Num            | Coureur               | Pos            |
| 1              | Richard Carapaz (ECU) | NP-5           |
| 2              | Rohan Dennis (AUS)    | 78e            |
| 3              | Owain Doull (GBR)     | 47e            |
| 4              | Eddie Dunbar (IRL)    | 26e            |
| 5              | Michał Gołaś (POL)    | 76e            |
| 6              | Luke Rowe (GBR)       | 63e            |
| 7              | Ian Stannard (GBR)    | AB-4           |

| AG2R La Mondiale ALM | AG2R La Mondiale ALM    | AG2R La Mondiale ALM |
| -------------------- | ----------------------- | -------------------- |
| Num                  | Coureur                 | Pos                  |
| 11                   | Geoffrey Bouchard (FRA) | 36e                  |
| 12                   | Axel Domont (FRA)       | 69e                  |
| 13                   | Ben Gastauer (LUX)      | 38e                  |
| 14                   | Dorian Godon (FRA)      | 73e                  |
| 15                   | Alexis Gougeard (FRA)   | 66e                  |
| 16                   | Quentin Jauregui (FRA)  | AB-3                 |
| 17                   | Harry Tanfield (GBR)    | 134e                 |

| Astana AST | Astana AST                  | Astana AST |
| ---------- | --------------------------- | ---------- |
| Num        | Coureur                     | Pos        |
| 21         | Laurens De Vreese (BEL)     | 121e       |
| 22         | Jakob Fuglsang (DEN)        | 2e         |
| 23         | Jonas Gregaard Wilsly (DEN) | 79e        |
| 24         | Yevgeniy Gidich (KAZ)       | 107e       |
| 25         | Hugo Houle (CAN)            | 24e        |
| 26         | Ion Izagirre (ESP)          | 20e        |
| 27         | Yuriy Natarov (KAZ)         | 39e        |

| Bahrain McLaren TBM | Bahrain McLaren TBM     | Bahrain McLaren TBM |
| ------------------- | ----------------------- | ------------------- |
| Num                 | Coureur                 | Pos                 |
| 31                  | Phil Bauhaus (GER)      | 137e                |
| 32                  | Mark Cavendish (GBR)    | 137e                |
| 33                  | Heinrich Haussler (AUS) | 89e                 |
| 34                  | Mark Padun (UKR)        | 61e                 |
| 35                  | Wout Poels (NED)        | 35e                 |
| 36                  | Marcel Sieberg (GER)    | 120e                |
| 37                  | Fred Wright (GBR)       | 94e                 |

| Bora-Hansgrohe BOH | Bora-Hansgrohe BOH                  | Bora-Hansgrohe BOH |
| ------------------ | ----------------------------------- | ------------------ |
| Num                | Coureur                             | Pos                |
| 41                 | Pascal Ackermann (GER)              | 104e               |
| 42                 | Maciej Bodnar (POL)                 | 117e               |
| 43                 | Patrick Konrad (AUT) (route)        | 21e                |
| 44                 | Rafał Majka (POL)                   | 4e                 |
| 45                 | Maximilian Schachmann (GER) (route) | 13e                |
| 46                 | Michael Schwarzmann (GER)           | 108e               |
| 47                 | Rüdiger Selig (GER)                 | 111e               |

| CCC Team CCC | CCC Team CCC        | CCC Team CCC |
| ------------ | ------------------- | ------------ |
| Num          | Coureur             | Pos          |
| 51           | Patrick Bevin (NZL) | 92e          |
| 52           | Simon Geschke (GER) | 23e          |
| 53           | Kamil Gradek (POL)  | 96e          |
| 54           | Kamil Małecki (POL) | 6e           |
| 55           | Szymon Sajnok (POL) | 112e         |
| 56           | Attila Valter (HUN) | 27e          |
| 57           | Ilnur Zakarin (RUS) | 32e          |

| Cofidis COF | Cofidis COF          | Cofidis COF |
| ----------- | -------------------- | ----------- |
| Num         | Coureur              | Pos         |
| 61          | Piet Allegaert (BEL) | 86e         |
| 62          | Dimitri Claeys (BEL) | 51e         |
| 63          | Nathan Haas (AUS)    | 57e         |
| 64          | Jesper Hansen (DEN)  | 18e         |
| 65          | José Herrada (ESP)   | 33e         |
| 66          | Damien Touzé (FRA)   | NP-2        |
| 67          | Julien Vermote (BEL) | 75e         |

| Deceuninck-Quick Step DQT | Deceuninck-Quick Step DQT    | Deceuninck-Quick Step DQT |
| ------------------------- | ---------------------------- | ------------------------- |
| Num                       | Coureur                      | Pos                       |
| 71                        | Davide Ballerini (ITA)       | 72e                       |
| 72                        | Mattia Cattaneo (ITA)        | 77e                       |
| 73                        | Dries Devenyns (BEL)         | 68e                       |
| 74                        | Remco Evenepoel (BEL)        | 1er                       |
| 75                        | Fabio Jakobsen (NED) (route) | NP-2                      |
| 76                        | James Knox (GBR)             | 87e                       |
| 77                        | Florian Sénéchal (FRA)       | 70e                       |

| EF Pro Cycling EF1 | EF Pro Cycling EF1        | EF Pro Cycling EF1 |
| ------------------ | ------------------------- | ------------------ |
| Num                | Coureur                   | Pos                |
| 81                 | Moreno Hofland (NED)      | AB-4               |
| 82                 | Sebastian Langeveld (NED) | 132e               |
| 83                 | Neilson Powless (USA)     | 25e                |
| 84                 | Jonas Rutsch (GER)        | 83e                |
| 85                 | Thomas Scully (NZL)       | 105e               |
| 86                 | Julius van den Berg (NED) | AB-3               |
| 87                 | James Whelan (AUS)        | 22e                |

| Groupama-FDJ GFC | Groupama-FDJ GFC      | Groupama-FDJ GFC |
| ---------------- | --------------------- | ---------------- |
| Num              | Coureur               | Pos              |
| 91               | Mickaël Delage (FRA)  | AB-3             |
| 92               | Olivier Le Gac (FRA)  | 44e              |
| 93               | Fabian Lienhard (SUI) | 74e              |
| 94               | Rudy Molard (FRA)     | 15e              |
| 95               | Anthony Roux (FRA)    | 34e              |
| 96               | Marc Sarreau (FRA)    | NP-2             |
| 97               | Benjamin Thomas (FRA) | 45e              |

| Israel Start-Up Nation ISN | Israel Start-Up Nation ISN | Israel Start-Up Nation ISN |
| -------------------------- | -------------------------- | -------------------------- |
| Num                        | Coureur                    | Pos                        |
| 101                        | Rudy Barbier (FRA)         | 123e                       |
| 102                        | Jenthe Biermans (BEL)      | 41e                        |
| 103                        | Matthias Brändle (AUT)     | 133e                       |
| 104                        | Alexander Cataford (CAN)   | 42e                        |
| 105                        | James Piccoli (CAN)        | 40e                        |
| 106                        | Alexis Renard (FRA)        | 101e                       |
| 107                        | Norman Vahtra (EST)        | 128e                       |

| Mitchelton-Scott MTS | Mitchelton-Scott MTS | Mitchelton-Scott MTS |
| -------------------- | -------------------- | -------------------- |
| Num                  | Coureur              | Pos                  |
| 111                  | Sam Bewley (NZL)     | 98e                  |
| 112                  | Esteban Chaves (COL) | 11e                  |
| 113                  | Daryl Impey (RSA)    | 90e                  |
| 114                  | Luka Mezgec (SLO)    | 56e                  |
| 115                  | Mikel Nieve (ESP)    | 9e                   |
| 116                  | Simon Yates (GBR)    | 3e                   |
| 117                  | Barnabás Peák (HUN)  | 109e                 |

| Movistar Team MOV | Movistar Team MOV      | Movistar Team MOV |
| ----------------- | ---------------------- | ----------------- |
| Num               | Coureur                | Pos               |
| 121               | Jorge Arcas (ESP)      | 52e               |
| 122               | Imanol Erviti (ESP)    | 37e               |
| 123               | Lluís Mas (ESP)        | 43e               |
| 124               | Sebastián Mora (ESP)   | 106e              |
| 125               | Eduard Prades (ESP)    | NP-2              |
| 126               | Jürgen Roelandts (BEL) | AB-4              |
| 127               | Albert Torres (ESP)    | 88e               |

| NTT Pro Cycling NTT | NTT Pro Cycling NTT       | NTT Pro Cycling NTT |
| ------------------- | ------------------------- | ------------------- |
| Num                 | Coureur                   | Pos                 |
| 131                 | Ryan Gibbons (RSA)        | 54e                 |
| 132                 | Samuele Battistella (ITA) | 103e                |
| 133                 | Stefan de Bod (RSA)       | 60e                 |
| 134                 | Enrico Gasparotto (SUI)   | 82e                 |
| 135                 | Benjamin King (USA)       | 55e                 |
| 136                 | Gino Mäder (SUI)          | 91e                 |
| 137                 | Dylan Sunderland (AUS)    | 130e                |

| Lotto-Soudal LTS | Lotto-Soudal LTS        | Lotto-Soudal LTS |
| ---------------- | ----------------------- | ---------------- |
| Num              | Coureur                 | Pos              |
| 141              | Steff Cras (BEL)        | 30e              |
| 142              | Thomas De Gendt (BEL)   | 119e             |
| 144              | John Degenkolb (GER)    | 93e              |
| 145              | Jonathan Dibben (GBR)   | 135e             |
| 146              | Roger Kluge (GER)       | 124e             |
| 147              | Tomasz Marczyński (POL) | AB-4             |
| 148              | Tim Wellens (BEL)       | 12e              |

| Jumbo-Visma TJV | Jumbo-Visma TJV           | Jumbo-Visma TJV |
| --------------- | ------------------------- | --------------- |
| Num             | Coureur                   | Pos             |
| 151             | Dylan Groenewegen (NED)   | DQ-1            |
| 152             | Tobias Foss (NOR)         | 19e             |
| 153             | Chris Harper (AUS)        | 58e             |
| 154             | Christoph Pfingsten (GER) | 64e             |
| 155             | Jonas Vingegaard (DEN)    | 8e              |
| 156             | Jos van Emden (NED)       | 85e             |
| 157             | Taco van der Hoorn (NED)  | 80e             |

| Team Sunweb SUN | Team Sunweb SUN       | Team Sunweb SUN |
| --------------- | --------------------- | --------------- |
| Num             | Coureur               | Pos             |
| 161             | Alberto Dainese (ITA) | 118e            |
| 162             | Nils Eekhoff (NED)    | 126e            |
| 163             | Chris Hamilton (AUS)  | 17e             |
| 164             | Jai Hindley (AUS)     | 14e             |
| 165             | Wilco Kelderman (NED) | 7e              |
| 166             | Casper Pedersen (DEN) | 29e             |
| 167             | Florian Stork (GER)   | 46e             |

| Trek-Segafredo TFS | Trek-Segafredo TFS          | Trek-Segafredo TFS |
| ------------------ | --------------------------- | ------------------ |
| Num                | Coureur                     | Pos                |
| 171                | Alex Kirsch (LUX)           | 113e               |
| 172                | Emīls Liepiņš (LAT)         | 114e               |
| 173                | Ryan Mullen (IRL)           | 102e               |
| 174                | Mads Pedersen (DEN) (route) | 131e               |
| 175                | Quinn Simmons (USA)         | 16e                |
| 176                | Jasper Stuyven (BEL)        | 48e                |
| 177                | Edward Theuns (BEL)         | 62e                |

| UAE Team Emirates UAD | UAE Team Emirates UAD  | UAE Team Emirates UAD |
| --------------------- | ---------------------- | --------------------- |
| Num                   | Coureur                | Pos                   |
| 181                   | Rui Costa (POR)        | 10e                   |
| 182                   | Brandon McNulty (USA)  | 53e                   |
| 183                   | Sebastián Molano (COL) | 129e                  |
| 184                   | Ivo Oliveira (POR)     | NP-5                  |
| 185                   | Rui Oliveira (POR)     | 122e                  |
| 186                   | Jasper Philipsen (BEL) | 65e                   |
| 187                   | Diego Ulissi (ITA)     | 5e                    |

| Gazprom-RusVelo GAZ | Gazprom-RusVelo GAZ      | Gazprom-RusVelo GAZ |
| ------------------- | ------------------------ | ------------------- |
| Num                 | Coureur                  | Pos                 |
| 191                 | Sergey Chernetskiy (RUS) | 28e                 |
| 192                 | Nikolay Cherkasov (RUS)  | 59e                 |
| 193                 | Denis Nekrasov (RUS)     | 71e                 |
| 194                 | Artem Nych (RUS)         | 50e                 |
| 195                 | Ivan Rovny (RUS)         | 49e                 |
| 196                 | Petr Rikunov (RUS)       | 95e                 |
| 197                 | Christian Scaroni (ITA)  | 116e                |

| Team Novo Nordisk TNN | Team Novo Nordisk TNN | Team Novo Nordisk TNN |
| --------------------- | --------------------- | --------------------- |
| Num                   | Coureur               | Pos                   |
| 201                   | Sam Brand (GBR)       | 115e                  |
| 202                   | Brian Kamstra (NED)   | AB-3                  |
| 203                   | Péter Kusztor (HUN)   | 99e                   |
| 204                   | David Lozano (ESP)    | 97e                   |
| 205                   | Andrea Peron (ITA)    | AB-3                  |
| 206                   | Charles Planet (FRA)  | 81e                   |
| 207                   | Umberto Poli (ITA)    | 138e                  |

| Pologne POL | Pologne POL              | Pologne POL |
| ----------- | ------------------------ | ----------- |
| Num         | Coureur                  | Pos         |
| 211         | Adrian Banaszek          | 125e        |
| 212         | Alan Banaszek            | 136e        |
| 213         | Paweł Bernas             | 67e         |
| 214         | Piotr Brożyna            | 31e         |
| 215         | Przemysław Kasperkiewicz | 127e        |
| 216         | Maciej Paterski          | 100e        |
| 217         | Patryk Stosz             | 84e         |

| Team Ineos INS | Team Ineos INS        | Team Ineos INS |
| -------------- | --------------------- | -------------- |
| Num            | Coureur               | Pos            |
| 1              | Richard Carapaz (ECU) | NP-5           |
| 2              | Rohan Dennis (AUS)    | 78e            |
| 3              | Owain Doull (GBR)     | 47e            |
| 4              | Eddie Dunbar (IRL)    | 26e            |
| 5              | Michał Gołaś (POL)    | 76e            |
| 6              | Luke Rowe (GBR)       | 63e            |
| 7              | Ian Stannard (GBR)    | AB-4           |

| AG2R La Mondiale ALM | AG2R La Mondiale ALM    | AG2R La Mondiale ALM |
| -------------------- | ----------------------- | -------------------- |
| Num                  | Coureur                 | Pos                  |
| 11                   | Geoffrey Bouchard (FRA) | 36e                  |
| 12                   | Axel Domont (FRA)       | 69e                  |
| 13                   | Ben Gastauer (LUX)      | 38e                  |
| 14                   | Dorian Godon (FRA)      | 73e                  |
| 15                   | Alexis Gougeard (FRA)   | 66e                  |
| 16                   | Quentin Jauregui (FRA)  | AB-3                 |
| 17                   | Harry Tanfield (GBR)    | 134e                 |

| Astana AST | Astana AST                  | Astana AST |
| ---------- | --------------------------- | ---------- |
| Num        | Coureur                     | Pos        |
| 21         | Laurens De Vreese (BEL)     | 121e       |
| 22         | Jakob Fuglsang (DEN)        | 2e         |
| 23         | Jonas Gregaard Wilsly (DEN) | 79e        |
| 24         | Yevgeniy Gidich (KAZ)       | 107e       |
| 25         | Hugo Houle (CAN)            | 24e        |
| 26         | Ion Izagirre (ESP)          | 20e        |
| 27         | Yuriy Natarov (KAZ)         | 39e        |

| Bahrain McLaren TBM | Bahrain McLaren TBM     | Bahrain McLaren TBM |
| ------------------- | ----------------------- | ------------------- |
| Num                 | Coureur                 | Pos                 |
| 31                  | Phil Bauhaus (GER)      | 137e                |
| 32                  | Mark Cavendish (GBR)    | 137e                |
| 33                  | Heinrich Haussler (AUS) | 89e                 |
| 34                  | Mark Padun (UKR)        | 61e                 |
| 35                  | Wout Poels (NED)        | 35e                 |
| 36                  | Marcel Sieberg (GER)    | 120e                |
| 37                  | Fred Wright (GBR)       | 94e                 |

| Bora-Hansgrohe BOH | Bora-Hansgrohe BOH                  | Bora-Hansgrohe BOH |
| ------------------ | ----------------------------------- | ------------------ |
| Num                | Coureur                             | Pos                |
| 41                 | Pascal Ackermann (GER)              | 104e               |
| 42                 | Maciej Bodnar (POL)                 | 117e               |
| 43                 | Patrick Konrad (AUT) (route)        | 21e                |
| 44                 | Rafał Majka (POL)                   | 4e                 |
| 45                 | Maximilian Schachmann (GER) (route) | 13e                |
| 46                 | Michael Schwarzmann (GER)           | 108e               |
| 47                 | Rüdiger Selig (GER)                 | 111e               |

| CCC Team CCC | CCC Team CCC        | CCC Team CCC |
| ------------ | ------------------- | ------------ |
| Num          | Coureur             | Pos          |
| 51           | Patrick Bevin (NZL) | 92e          |
| 52           | Simon Geschke (GER) | 23e          |
| 53           | Kamil Gradek (POL)  | 96e          |
| 54           | Kamil Małecki (POL) | 6e           |
| 55           | Szymon Sajnok (POL) | 112e         |
| 56           | Attila Valter (HUN) | 27e          |
| 57           | Ilnur Zakarin (RUS) | 32e          |

| Cofidis COF | Cofidis COF          | Cofidis COF |
| ----------- | -------------------- | ----------- |
| Num         | Coureur              | Pos         |
| 61          | Piet Allegaert (BEL) | 86e         |
| 62          | Dimitri Claeys (BEL) | 51e         |
| 63          | Nathan Haas (AUS)    | 57e         |
| 64          | Jesper Hansen (DEN)  | 18e         |
| 65          | José Herrada (ESP)   | 33e         |
| 66          | Damien Touzé (FRA)   | NP-2        |
| 67          | Julien Vermote (BEL) | 75e         |

| Deceuninck-Quick Step DQT | Deceuninck-Quick Step DQT    | Deceuninck-Quick Step DQT |
| ------------------------- | ---------------------------- | ------------------------- |
| Num                       | Coureur                      | Pos                       |
| 71                        | Davide Ballerini (ITA)       | 72e                       |
| 72                        | Mattia Cattaneo (ITA)        | 77e                       |
| 73                        | Dries Devenyns (BEL)         | 68e                       |
| 74                        | Remco Evenepoel (BEL)        | 1er                       |
| 75                        | Fabio Jakobsen (NED) (route) | NP-2                      |
| 76                        | James Knox (GBR)             | 87e                       |
| 77                        | Florian Sénéchal (FRA)       | 70e                       |

| EF Pro Cycling EF1 | EF Pro Cycling EF1        | EF Pro Cycling EF1 |
| ------------------ | ------------------------- | ------------------ |
| Num                | Coureur                   | Pos                |
| 81                 | Moreno Hofland (NED)      | AB-4               |
| 82                 | Sebastian Langeveld (NED) | 132e               |
| 83                 | Neilson Powless (USA)     | 25e                |
| 84                 | Jonas Rutsch (GER)        | 83e                |
| 85                 | Thomas Scully (NZL)       | 105e               |
| 86                 | Julius van den Berg (NED) | AB-3               |
| 87                 | James Whelan (AUS)        | 22e                |

| Groupama-FDJ GFC | Groupama-FDJ GFC      | Groupama-FDJ GFC |
| ---------------- | --------------------- | ---------------- |
| Num              | Coureur               | Pos              |
| 91               | Mickaël Delage (FRA)  | AB-3             |
| 92               | Olivier Le Gac (FRA)  | 44e              |
| 93               | Fabian Lienhard (SUI) | 74e              |
| 94               | Rudy Molard (FRA)     | 15e              |
| 95               | Anthony Roux (FRA)    | 34e              |
| 96               | Marc Sarreau (FRA)    | NP-2             |
| 97               | Benjamin Thomas (FRA) | 45e              |

| Israel Start-Up Nation ISN | Israel Start-Up Nation ISN | Israel Start-Up Nation ISN |
| -------------------------- | -------------------------- | -------------------------- |
| Num                        | Coureur                    | Pos                        |
| 101                        | Rudy Barbier (FRA)         | 123e                       |
| 102                        | Jenthe Biermans (BEL)      | 41e                        |
| 103                        | Matthias Brändle (AUT)     | 133e                       |
| 104                        | Alexander Cataford (CAN)   | 42e                        |
| 105                        | James Piccoli (CAN)        | 40e                        |
| 106                        | Alexis Renard (FRA)        | 101e                       |
| 107                        | Norman Vahtra (EST)        | 128e                       |

| Mitchelton-Scott MTS | Mitchelton-Scott MTS | Mitchelton-Scott MTS |
| -------------------- | -------------------- | -------------------- |
| Num                  | Coureur              | Pos                  |
| 111                  | Sam Bewley (NZL)     | 98e                  |
| 112                  | Esteban Chaves (COL) | 11e                  |
| 113                  | Daryl Impey (RSA)    | 90e                  |
| 114                  | Luka Mezgec (SLO)    | 56e                  |
| 115                  | Mikel Nieve (ESP)    | 9e                   |
| 116                  | Simon Yates (GBR)    | 3e                   |
| 117                  | Barnabás Peák (HUN)  | 109e                 |

| Movistar Team MOV | Movistar Team MOV      | Movistar Team MOV |
| ----------------- | ---------------------- | ----------------- |
| Num               | Coureur                | Pos               |
| 121               | Jorge Arcas (ESP)      | 52e               |
| 122               | Imanol Erviti (ESP)    | 37e               |
| 123               | Lluís Mas (ESP)        | 43e               |
| 124               | Sebastián Mora (ESP)   | 106e              |
| 125               | Eduard Prades (ESP)    | NP-2              |
| 126               | Jürgen Roelandts (BEL) | AB-4              |
| 127               | Albert Torres (ESP)    | 88e               |

| NTT Pro Cycling NTT | NTT Pro Cycling NTT       | NTT Pro Cycling NTT |
| ------------------- | ------------------------- | ------------------- |
| Num                 | Coureur                   | Pos                 |
| 131                 | Ryan Gibbons (RSA)        | 54e                 |
| 132                 | Samuele Battistella (ITA) | 103e                |
| 133                 | Stefan de Bod (RSA)       | 60e                 |
| 134                 | Enrico Gasparotto (SUI)   | 82e                 |
| 135                 | Benjamin King (USA)       | 55e                 |
| 136                 | Gino Mäder (SUI)          | 91e                 |
| 137                 | Dylan Sunderland (AUS)    | 130e                |

| Lotto-Soudal LTS | Lotto-Soudal LTS        | Lotto-Soudal LTS |
| ---------------- | ----------------------- | ---------------- |
| Num              | Coureur                 | Pos              |
| 141              | Steff Cras (BEL)        | 30e              |
| 142              | Thomas De Gendt (BEL)   | 119e             |
| 144              | John Degenkolb (GER)    | 93e              |
| 145              | Jonathan Dibben (GBR)   | 135e             |
| 146              | Roger Kluge (GER)       | 124e             |
| 147              | Tomasz Marczyński (POL) | AB-4             |
| 148              | Tim Wellens (BEL)       | 12e              |

| Jumbo-Visma TJV | Jumbo-Visma TJV           | Jumbo-Visma TJV |
| --------------- | ------------------------- | --------------- |
| Num             | Coureur                   | Pos             |
| 151             | Dylan Groenewegen (NED)   | DQ-1            |
| 152             | Tobias Foss (NOR)         | 19e             |
| 153             | Chris Harper (AUS)        | 58e             |
| 154             | Christoph Pfingsten (GER) | 64e             |
| 155             | Jonas Vingegaard (DEN)    | 8e              |
| 156             | Jos van Emden (NED)       | 85e             |
| 157             | Taco van der Hoorn (NED)  | 80e             |

| Team Sunweb SUN | Team Sunweb SUN       | Team Sunweb SUN |
| --------------- | --------------------- | --------------- |
| Num             | Coureur               | Pos             |
| 161             | Alberto Dainese (ITA) | 118e            |
| 162             | Nils Eekhoff (NED)    | 126e            |
| 163             | Chris Hamilton (AUS)  | 17e             |
| 164             | Jai Hindley (AUS)     | 14e             |
| 165             | Wilco Kelderman (NED) | 7e              |
| 166             | Casper Pedersen (DEN) | 29e             |
| 167             | Florian Stork (GER)   | 46e             |

| Trek-Segafredo TFS | Trek-Segafredo TFS          | Trek-Segafredo TFS |
| ------------------ | --------------------------- | ------------------ |
| Num                | Coureur                     | Pos                |
| 171                | Alex Kirsch (LUX)           | 113e               |
| 172                | Emīls Liepiņš (LAT)         | 114e               |
| 173                | Ryan Mullen (IRL)           | 102e               |
| 174                | Mads Pedersen (DEN) (route) | 131e               |
| 175                | Quinn Simmons (USA)         | 16e                |
| 176                | Jasper Stuyven (BEL)        | 48e                |
| 177                | Edward Theuns (BEL)         | 62e                |

| UAE Team Emirates UAD | UAE Team Emirates UAD  | UAE Team Emirates UAD |
| --------------------- | ---------------------- | --------------------- |
| Num                   | Coureur                | Pos                   |
| 181                   | Rui Costa (POR)        | 10e                   |
| 182                   | Brandon McNulty (USA)  | 53e                   |
| 183                   | Sebastián Molano (COL) | 129e                  |
| 184                   | Ivo Oliveira (POR)     | NP-5                  |
| 185                   | Rui Oliveira (POR)     | 122e                  |
| 186                   | Jasper Philipsen (BEL) | 65e                   |
| 187                   | Diego Ulissi (ITA)     | 5e                    |

| Gazprom-RusVelo GAZ | Gazprom-RusVelo GAZ      | Gazprom-RusVelo GAZ |
| ------------------- | ------------------------ | ------------------- |
| Num                 | Coureur                  | Pos                 |
| 191                 | Sergey Chernetskiy (RUS) | 28e                 |
| 192                 | Nikolay Cherkasov (RUS)  | 59e                 |
| 193                 | Denis Nekrasov (RUS)     | 71e                 |
| 194                 | Artem Nych (RUS)         | 50e                 |
| 195                 | Ivan Rovny (RUS)         | 49e                 |
| 196                 | Petr Rikunov (RUS)       | 95e                 |
| 197                 | Christian Scaroni (ITA)  | 116e                |

| Team Novo Nordisk TNN | Team Novo Nordisk TNN | Team Novo Nordisk TNN |
| --------------------- | --------------------- | --------------------- |
| Num                   | Coureur               | Pos                   |
| 201                   | Sam Brand (GBR)       | 115e                  |
| 202                   | Brian Kamstra (NED)   | AB-3                  |
| 203                   | Péter Kusztor (HUN)   | 99e                   |
| 204                   | David Lozano (ESP)    | 97e                   |
| 205                   | Andrea Peron (ITA)    | AB-3                  |
| 206                   | Charles Planet (FRA)  | 81e                   |
| 207                   | Umberto Poli (ITA)    | 138e                  |

| Pologne POL | Pologne POL              | Pologne POL |
| ----------- | ------------------------ | ----------- |
| Num         | Coureur                  | Pos         |
| 211         | Adrian Banaszek          | 125e        |
| 212         | Alan Banaszek            | 136e        |
| 213         | Paweł Bernas             | 67e         |
| 214         | Piotr Brożyna            | 31e         |
| 215         | Przemysław Kasperkiewicz | 127e        |
| 216         | Maciej Paterski          | 100e        |
| 217         | Patryk Stosz             | 84e         |